# Robert Murić
Robert Murić (Varasd, 1996. március 12. –) horvát utánpótlás labdarúgó. Jelenleg a török Konyaspor csatára.

## Pályafutása

### Klubcsapatban
Murič ifjúsági játékosként Lepoglava, Schiedel Novi Golubovec, Ivančica Ivanec, Zagorec Krapina és a  Dinamo Zagreb csapataiban is megfordult.
2014 januárjában érdeklődött utána a Manchester United is. Júliusban négyéves szerződést kötött a holland AFC Ajax csapatával, bár a Zágrábiak azt állították, a két klub közötti megállapodás nem érvényes.  A 2014-15-ös, és a 2015-16-os bajnoki idényben az Amszterdamiak tartalékcsapatában, az Jong Ajaxban játszott a Eerste Divisionban.

### A válogatottban
Tagja volt a U17-es horvát válogatottnak mellyel részt vett az ifjúsági világbajnokságon és az ifjúsági Európa-bajnokságon 2013-ban. Az az U19-es válogatott tagja volt.

## Karrier Statisztika

### Junior évek
| Szezon   | Klub      |          | Bajnokság      | Bajnokság | Bajnokság |
| Szezon   | Klub      | Mérkőzés | Bajnokság      | Gól       |           |
| -------- | --------- | -------- | -------------- | --------- | --------- |
| 2014—15  | Jong Ajax | Holland  | Eerste divisie | 17        | 4         |
| 2015—16  | Jong Ajax | Holland  | Eerste divisie | 28        | 8         |
| 2016—17  | Jong Ajax | Holland  | Eerste divisie | 1         | 1         |
| Összesen | Összesen  | Összesen | Összesen       | 46        | 13        |

### Profi Klubok
| Szezon           | Klub                  |                  | Bajnokság        | Bajnokság | Bajnokság       | Kupa | Kupa            | Nemzetközi | Nemzetközi      | Egyéb | Egyéb           | Összesen | Összesen |
| Szezon           | Klub                  | Pályára lépések  | Bajnokság        | Gól       | Pályára lépések | Gól  | Pályára lépések | Gól        | Pályára lépések | Gól   | Pályára lépések | Gól      |          |
| ---------------- | --------------------- | ---------------- | ---------------- | --------- | --------------- | ---- | --------------- | ---------- | --------------- | ----- | --------------- | -------- | -------- |
| 2015—16          | Ajax                  | Holland          | Eredivisie       | 2         | 0               | 0    | 0               | 0          | 0               | —     | —               | 2        | 0        |
| 2016—17          | → Pescara (Kölcsönbe) | Olasz            | Serie A          | 5         | 1               | 1    | 0               | —          | —               | —     | —               | 6        | 1        |
| 2017—            | Braga B               | Portugál         | LigaPro          | 6         | 0               | 0    | 0               | —          | —               | —     | —               | 6        | 0        |
| Karrier Összesen | Karrier Összesen      | Karrier Összesen | Karrier Összesen | 13        | 1               | 1    | 0               | 0          | 0               | 0     | 0               | 14       | 1        |